# Rödbukad maki
Rödbukad maki eller rödbukad lemur (Eulemur rubriventer) är ett däggdjur i familjen lemurer som förekommer på Madagaskar.

## Utseende
Individerna når en kroppsläng (huvud och bål) mellan 35 och 40 cm och därtill kommer en 43 till 53 cm lång svans. Vikten ligger mellan 1,6 och 2,4 kg. Pälsen är på ovansidan hos båda kön kastanjebrun och hos hannar fortsätter den bruna färgen även på buken medan honor har en vit buk. Under ögonen har den rödbukade lemuren vita fläckar men hos honor är de tydlig mindre än hos hannar. Övriga delar av ansiktet är mörkgrå och den yviga svansen är svart.

## Utbredning och habitat
Utbredningsområdet sträcker sig från Madagaskars norra bergstrakter till en smal landremsa längs öns östkust. Djuret förekommer upp till 2 400 meter över havet. Habitatet utgörs av regnskogar och tempererade skogar.

## Ekologi
Rödbukad maki kan vara aktiv på dagen och på natten. Individerna bildar grupper med omkring 10 medlemmar som vanligen består av ett föräldrapar och deras ungar. Flocken har ett revir som är 12 till 15 hektar stort. Territoriet försvaras mot främmande individer men grupper som lever i angränsande revir respekterar vanligen gränsen utan strider.
Arten livnär sig av växtdelar som frukter, frön, blad och blommor från många olika växtarter. Mycket sällan äter den ryggradslösa djur.
Ungarna föds i september eller oktober. Upp till 50 procent av ungarna dör under första levnadsåret. Ungdjuret rider först på moderns och senare även på faderns rygg.

## Status
Rödbukad maki hotas främst av habitatförstörelse då svedjebruk är vanlig i regionen. I vissa områden sker jakt på dessa lemurer. IUCN listar arten som sårbar (VU).